# Opel Tigra
De Opel Tigra was een kleine sportwagen van Opel, bestaande vanaf de jaren 90. In 2004, na een afwezigheid van enkele jaren, werd de nieuwste generatie, een cabrio, de Opel Tigra TwinTop, gelanceerd. De Tigra is gebaseerd op de Opel Corsa.

## Motorisatie
1994
- 1.4i 16v benzine
- 1.6i 16v benzine

2004
- 1.4 16v benzine
- 1.8 16v
- 1.3 16v cdti

## Eerste generatie

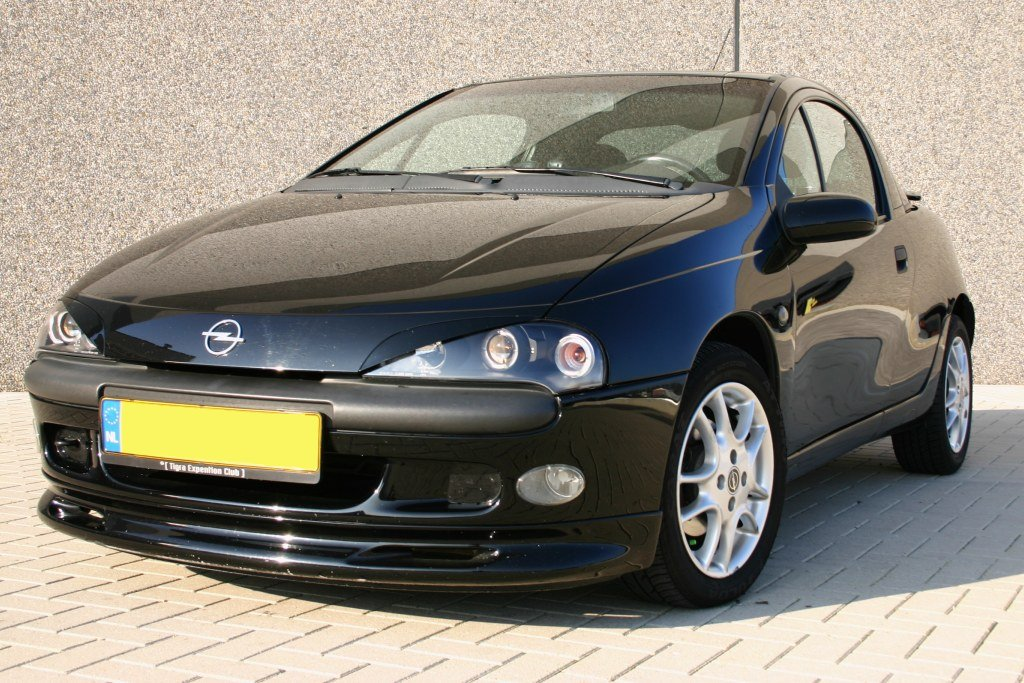
De eerste generatie Opel Tigra Team met tevens aangepaste koplampen

Deze wagen werd in het Verenigd Koninkrijk verkocht als Vauxhall Tigra, in Oceanië als Holden Tigra en in Brazilië als Chevrolet Tigra. Van 1994 tot 2000 werd het model gebouwd bij Opel Zaragoza in Spanje. Tot het jaar 2003 werd de Tigra geproduceerd in een fabriek in İzmir (Turkije). Door de tegenvallende verkoop is deze fabriek gesloten.

## Tweede generatie

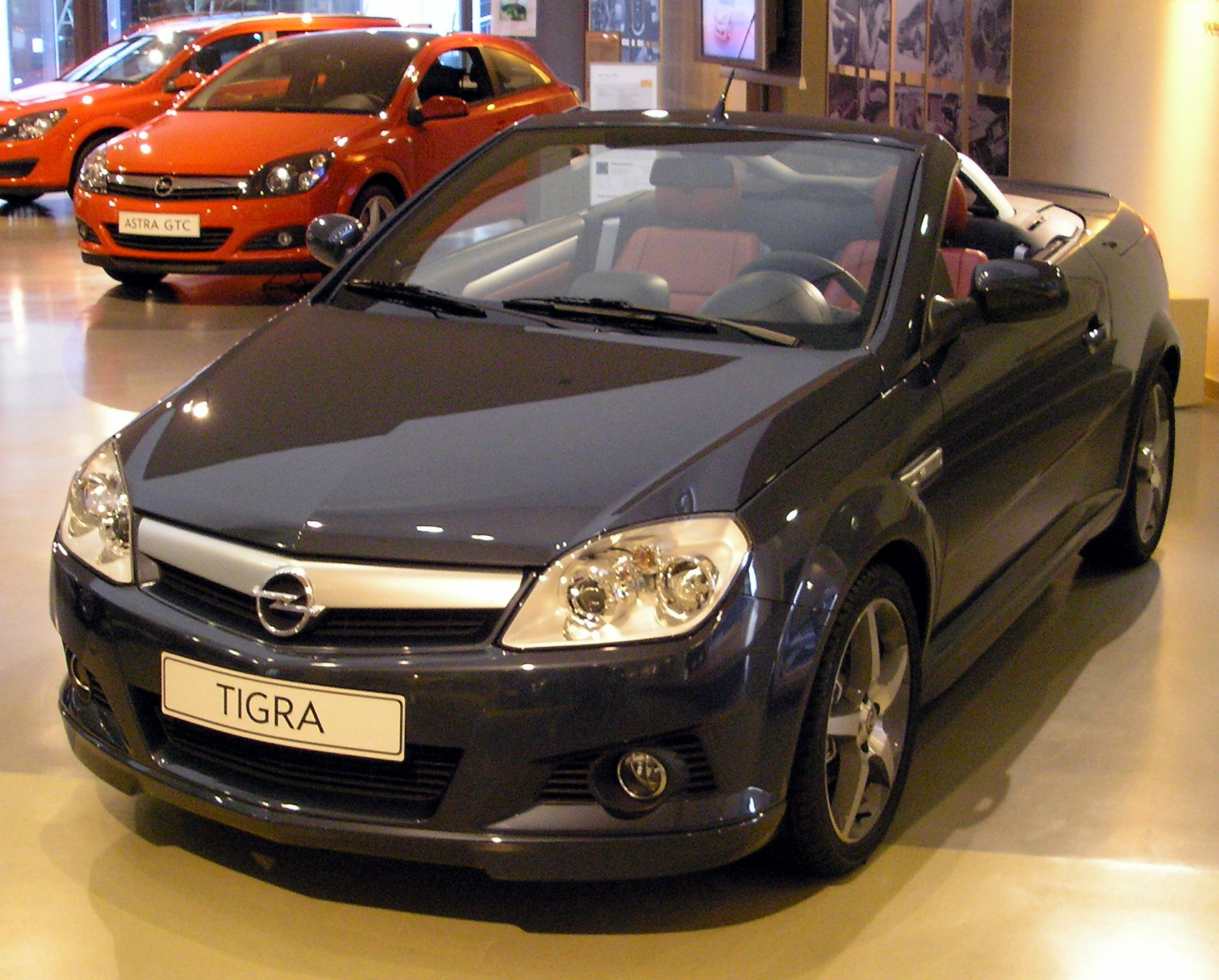
De tweede generatie

De TwinTop is een tweezitter met een voorkant die doet denken aan de vorige Opel Astra, en die gebouwd werd bij de Franse carrosseriebouwer Heuliez. Hij heeft een metalen, elektronisch wegvouwbaar dak, à la Peugeot 206 CC (ook voor deze auto ontwierp Heuliez het metalen cabriodak). Ook de verkopen van deze tweede generatie Tigra vielen tegen. 